# Назаров, Валентин Фёдорович
Валенти́н Фёдорович Наза́ров (14 августа 1932, Ленинград, РСФСР, СССР — 20 апреля 2015, Санкт-Петербург, Россия) — советский и российский архитектор-градостроитель, автор генерального плана Санкт-Петербурга 2005 года. Являлся генеральным директором ЗАО «Петербургский НИПИГрад» (Санкт-Петербургский научно-исследовательский и проектный институт градостроительного проектирования). Народный архитектор Российской Федерации (2003).

## Биография
Окончил архитектурный факультет Института им. И. Е. Репина Академии художеств СССР. Поступил на работу в мастерскую Генерального плана института «Ленпроект». В рамках подготовки ТЭО Генерального плана Ленинграда 1958 г. разрабатывал раздел «Ландшафтная организация пригородной зоны». При его активном участии осуществлялась разработка Генерального плана Ленинграда и проекта планировки пригородной зоны (1966). С его участием и под его руководством были разработаны генеральные планы городов и поселков, расположенных в пригородах Ленинграда, проекты детальной планировки реконструкции исторического центра, а также проекты детальной планировки новых жилых районов и производственных зон, пятилетние планы размещения строительства в городе, отраслевые схемы и генеральные схемы охраны памятников города.
В 1975 г. возглавил Мастерскую Генерального плана Ленинграда. С 1986 по 1989 гг. под его руководством разрабатывался Генеральный план развития Ленинграда и Ленинградской области до 2005 г.
Являлся начальником проектного управления института «ЛенНИИпроект», затем — директором института «ЛенНИПИГенплана» и с середины 1990-х годов до 2010 г. — генеральным директором ЗАО «Петербургский НИПИград».
В 1990-е гг. занимался формированием региональной правовой базы для создания новой системы градостроительного планирования в условиях развивающегося рынка недвижимости, участвовал в формировании новых типов градостроительных документов — зональных регламентов, проектов межевания, градостроительных информационных систем.
Действительный член Российской академии архитектуры и строительных наук (академик). В течение десяти лет является председателем Северо-Западного отделения РААСН.
В 2001—2005 гг. руководил разработкой нового Генерального плана города — в пределах границ Санкт-Петербурга как субъекта Российской Федерации.
Являлся автором проектов двух православных храмов в пригородах Санкт-Петербурга — собора св. Архистратига Божия Михаила и всех Небесных Сил Бесплотных в Токсове, построенного в честь 2000-летия Рождества Христова, и церкви Рождества Иоанна Предтечи в Юкках (Всеволожский район).

## Основные работы
- генеральные планы Ленинграда — Санкт-Петербурга: 1966, 1986, 2004; (в двух последних — руководитель);
- проект реконструкции Исторического центра Санкт-Петербурга (программа World Bank), 2000 г.;
- генеральные планы городов-спутников Ленинграда (Санкт-Петербурга): Пушкина, Гатчины, Зеленогорска, Сестрорецка, Колпино, Красного села, посёлков Горская, Токсово;
- проекты планировки новых жилых районов и промышленных зон Ленинграда.

## Награды и звания
- Медаль «За трудовое отличие» (1981).
- Медаль «Ветеран труда» (1986).
- Народный архитектор Российской Федерации (2003)[2]..
- Заслуженный архитектор РСФСР (1991).
- Был награждён Золотой медалью РААСН за значительный вклад в формирование российской правовой системы градостроительного регулирования.
- В 2011 году на XXIV Всемирном конгрессе Международного союза архитекторов в Токио ему была присуждена Премия сэра Патрика Аберкромби.
- Почётный член Союза архитекторов Колумбии.

## Публикации
- Назаров В. Ф. Записки питерского урбаниста. — СПб.: Коста, 2024. — 496 с. — ISBN 978-5-91258-518-0.